# Citi Open 2019 - Qualificazioni singolare femminile
Le qualificazioni del singolare femminile del Citi Open 2019 sono state un torneo di tennis preliminare per accedere alla fase finale della manifestazione. Le vincitrici dell'ultimo turno sono entrate di diritto nel tabellone principale. In caso di ritiro di una o più giocatrici aventi diritto a queste sono subentrati le lucky loser, ossia le giocatrici che hanno perso nell'ultimo turno ma che avevano una classifica più alta rispetto alle altre partecipanti che avevano comunque perso nel turno finale.

## Teste di serie
1. Cori Gauff (qualificata)
2. Sachia Vickery (qualificata)
3. Francesca Di Lorenzo (ultimo turno)
4. Anna Kalinskaya (qualificata)

1. Destanee Aiava (ultimo turno)
2. Varvara Gracheva (qualificata)
3. Fanny Stollár (ultimo turno)
4. Hiroko Kuwata (ultimo turno)

## Qualificate
1. Cori Gauff
2. Sachia Vickery

1. Varvara Gracheva
2. Anna Kalinskaya

## Tabellone

### Legenda
| - Q = Qualificato - WC = Wild card - LL = Lucky loser | - ALT = Alternate - SE = Special Exempt - PR = Protected Ranking | - w/o = Walkover - r = Ritirato - d = Squalificato |

### Sezione 1
|  | Primo turno | Primo turno    | Primo turno    | Primo turno | Primo turno |  |  | Ultimo turno | Ultimo turno  | Ultimo turno  | Ultimo turno | Ultimo turno |  |
|  |             |                |                |             |             |  |  |              |               |               |              |              |  |
|  | 1           | Cori Gauff     | Cori Gauff     | 6           | 6           |  |  |              |               |               |              |              |  |
|  |             | Maegan Manasse | Maegan Manasse | 4           | 2           |  |  | 1            | Cori Gauff    | Cori Gauff    | 6            | 6            |  |
|  | Alt         | Maria Sanchez  | 6              | 5           | 0           |  |  | 8            | Hiroko Kuwata | Hiroko Kuwata | 1            | 2            |  |
|  | 8           | Hiroko Kuwata  | 4              | 7           | 6           |  |  |              |               |               |              |              |  |

### Sezione 2
|  | Primo turno | Primo turno      | Primo turno    | Primo turno | Primo turno |  |  | Ultimo turno | Ultimo turno   | Ultimo turno | Ultimo turno | Ultimo turno |  |
|  |             |                  |                |             |             |  |  |              |                |              |              |              |  |
|  | 2           | Sachia Vickery   | Sachia Vickery | 6           | 6           |  |  |              |                |              |              |              |  |
|  |             | Naomi Broady     | Naomi Broady   | 0           | 0           |  |  | 2            | Sachia Vickery | 6            | 7            | 6            |  |
|  | WC          | Robin Montgomery | 6              | 5           | 2           |  |  | 5            | Destanee Aiava | 7            | 5            | 3            |  |
|  | 5           | Destanee Aiava   | 4              | 7           | 6           |  |  |              |                |              |              |              |  |

### Sezione 3
|  | Primo turno | Primo turno          | Primo turno          | Primo turno | Primo turno |  |  | Ultimo turno | Ultimo turno         | Ultimo turno         | Ultimo turno | Ultimo turno |  |
|  |             |                      |                      |             |             |  |  |              |                      |                      |              |              |  |
|  | 3           | Francesca Di Lorenzo | Francesca Di Lorenzo | 6           | 6           |  |  |              |                      |                      |              |              |  |
|  |             | Victoria Duval       | Victoria Duval       | 4           | 3           |  |  | 3            | Francesca Di Lorenzo | Francesca Di Lorenzo | 6            | 4            |  |
|  | WC          | Cameron Morra        | Cameron Morra        | 3           | 1           |  |  | 6            | Varvara Gracheva     | Varvara Gracheva     | 7            | 6            |  |
|  | 6           | Varvara Gracheva     | Varvara Gracheva     | 6           | 6           |  |  |              |                      |                      |              |              |  |

### Sezione 4
|  | Primo turno | Primo turno      | Primo turno      | Primo turno | Primo turno |  |  | Ultimo turno | Ultimo turno    | Ultimo turno    | Ultimo turno | Ultimo turno |  |
|  |             |                  |                  |             |             |  |  |              |                 |                 |              |              |  |
|  | 4           | Anna Kalinskaya  | Anna Kalinskaya  | 7           | 6           |  |  |              |                 |                 |              |              |  |
|  |             | Nika Kukcharchuk | Nika Kukcharchuk | 65          | 1           |  |  | 4            | Anna Kalinskaya | Anna Kalinskaya | 7            | 6            |  |
|  |             | You Xiaodi       | 6                | 3           | 5           |  |  | 7            | Fanny Stollár   | Fanny Stollár   | 63           | 3            |  |
|  | 7           | Fanny Stollár    | 2                | 6           | 7           |  |  |              |                 |                 |              |              |  |